# Kvakovce
Kvakovce este o comună slovacă, aflată în districtul Vranov nad Topľou din regiunea Prešov. Localitatea se află la altitudinea de 217 m deasupra n.m., se întinde pe o suprafață de 33,74 km2 și în 2017 număra 423 de locuitori.

## Istoric
Localitatea Kvakovce este atestată documentar din 1345.

## Demografie
| An:                | 1994 | 2004   | 2014    | 2024    |
| ------------------ | ---- | ------ | ------- | ------- |
| Număr de persoane: | 474  | 454    | 523     | 456     |
| Diferență:         |      | −4,21% | +15,19% | −12,81% |

| An:                | 2023 | 2024   |
| ------------------ | ---- | ------ |
| Număr de persoane: | 444  | 456    |
| Diferență:         |      | +2,70% |